# Célio Haddad
 Célio Fernando Baptista Haddad  (1959. december 5. – ) brazil biológus, herpetológus, szakíró, professzor.
Biológiai tanulmányait 1982-ben fejezte be a Campinasi Állami Egyetemen, ahol mesterfokozatot (1987) és ökológiai doktorátust (1991) is szerzett. A Rio Clarói Universidade Estadual Paulista Állattani Tanszékének professzora és a Brazil Tudományos Akadémia rendes tagja. Két Jabuti-díjat kapott, az elsőt 1993-ban a História Natural da Serra do Japi (A Serra do Japi természettörténete) című könyvéért, a másodikat pedig 2014-ben a Guia dos Anfíbios da Mata Atlântica (Az atlanti-erők kétéltűi) című könyvért. 2004-től 2009-ig, valamint 2018-tól napjainkig a São Paulo Kutatási Alapítvány (FAPESP) biológiai koordinációjának tagja.
Elismert zoológus, szakterülete a taxonómia, a szisztematika, a filogenetikus rendszertan, az evolúció és a békák természetvédelme. 2017 közepéig több mint 50 fajt írt le. Zoológiai szakmunkákban nevének rövidítése: „Haddad”.

## A tiszteletére elnevezett taxonok
- Haddadus Hedges, Duellman & Heinicke, 2008
- Dendropsophus haddadi (Bastos & Pombal, 1996)

## Az általa leírt taxonok
- Bokermannohyla
- Bokermannohyla itapoty
- Bokermannohyla luctuosa
- Bokermannohyla oxente
- Brachycephalus brunneus
- Brachycephalus ferruginus
- Brachycephalus izecksohni
- Brachycephalus pitanga
- Brachycephalus pombali
- Bromeliohyla
- Charadrahyla
- Cruziohyla
- Cycloramphus juimirim
- Ecnomiohyla
- Feihyla palpebralis
- Hylodes amnicola
- Hylodes heyeri
- Hylodes sazimai
- Hylodes uai
- Hypsiboas caipora
- Hypsiboas curupi
- Ischnocnema sambaqui
- Isthmohyla
- Itapotihyla langsdorffii
- Litoria michaeltyleri
- Megaelosia bocainensis
- Megastomatohyla
- Myersiohyla
- Paratelmatobius cardosoi
- Paratelmatobius mantiqueira
- Phyllomedusa tetraploidea
- Scinax canastrensis
- Scinax faivovichi
- Scinax hiemalis
- Scinax peixotoi
- Scinax perereca
- Sphaenorhynchus caramaschii
- Tlalocohyla
- Trachycephalus lepidus